# ベア・ブライアント
ポール・ウィリアム・”ベア” ・ブライアント　(Paul　William　" Bear " Bryant、1913年9月11日 - 1983年1月26日)は、アメリカ合衆国のアメリカンフットボール指導者。愛称は「ベア」。
カレッジフットボール史上最高のヘッドコーチの1人として知られている。カレッジフットボールディビジョン1Aの通算323勝は歴代1位(1983年引退時)、全米チャンピオン獲得数7回（アラバマ大学で6回、ケンタッキー大学で1回）は、歴代1位。

## 人物
1913年9月11日、アーカンソー州フォーダイスに12人兄弟の11番目として生まれる。
1931年9月、全米屈指の名門校アラバマ大学に入学し、アラバマ大学クリムゾンタイドのフットボール部に入部し選手として活躍。1934年シーズンにはレギュラーシーズンを9戦全勝、スタンフォード大学とのローズボウルを制して全米チャンピオンとなり、1935年大学を卒業した。
1936年のNFLドラフト4巡31位でブルックリン・ドジャースから指名されたが、プロフットボールでプレーすることはなかった。
1945年メリーランド大学でヘッドコーチとしてのキャリアを開始し、ケンタッキー大学、テキサスA&M大学のヘッドコーチを経て母校アラバマ大学のヘッドコーチとなる。ジョー・ネイマス、 ケン・ステイブラー、 オジー・ニューサム、 ジョン・ハナなどNFLで名選手となり、プロフットボール殿堂入りする選手を育てあげた。
1981年11月28日、オーバーン大学を破りエイモス・アロンゾ・スタッグが持っていたカレッジフットボール通算勝利記録を更新した。
アラバマ大学を6回全米チャンピオンに導き、全米チャンピオン6回は、カレッジフットボールの監督として歴代最多の獲得数である。また、長い間、NCAAディビジョンIAの大学チームの監督勝利数323勝は当時の歴代1位であった（2024年時点ではボビー・ボウデンの377勝に次いで歴代2位）。
1983年1月26日、アラバマ州タスカルーサ市のDruid City Hospitalで、心臓発作で急死。アラバマ大学フットボール部の監督を勇退して1週間後のことだった。墓所は、アラバマ州バーミングハム市の墓地にある。カレッジフットボール殿堂入り。死去の際、アメリカ合衆国ロナルド・レーガン大統領はその弔意を表した。大統領自由勲章受章。
2001年にジョー・パターノによって通算勝利記録は更新されたが、のちにパターノがペンシルバニア州立大学ニタニー・ライオンズ監督時代のアシスタントコーチが児童性的虐待の容疑で逮捕された事件において、隠蔽工作をした事実が発覚し、NCAAによる制裁措置として111勝利分が抹消されたことから、パターノの通算勝利数は298勝と訂正された。現在ブライアントの通算勝利数323勝は歴代2位となっている。

## 著書
- 『ウイニング･フットボール』翻訳:後藤完夫